# 1929年多米尼加制宪会议选举
1929年6月1日，多米尼加共和国举行制宪会议选举。制宪会议作用是审查与修改宪法的某些法律。此次选举结果废除了宪法中对总统连任任期的限制的法律。此次选民投票率很低，一些地方甚至没有计算选票。